# Pleuropasta
Pleuropasta is een geslacht van kevers uit de familie oliekevers (Meloidae).
Het geslacht is voor het eerst wetenschappelijk beschreven in 1909 door Wellman.

## Soorten
Het geslacht omvat de volgende soorten:
- Pleuropasta mirabilis (Horn, 1870)
- Pleuropasta reticulata Van Dyke, 1947